# BMJ
The BMJ — щотижневий рецензований медичний журнал, один з найстаріших загальних медичних журналів світу. Спочатку названий «Британський медичний журнал» (англ. British Medical Journal), у 1988 році назву було офіційно скорочено до BMJ, а в 2014 році змінено на The BMJ . Журнал видається BMJ Group, дочірньою компанією Британської медичної асоціації. Теперішнього головного редактора Фіону Ґодлі було призначено в лютому 2005.

## Впливовість
Згідно з даними довідника JCR за 2016 рік, у 2015 коефіцієнт впливовості BMJ був 19.697, займаючи четверте місце серед загальних медичних журналів.

## Історія
Журнал почали видавати із 3 жовтня 1840 як Провінційний медичний та хірургічний журнал (англ. Provincial Medical and Surgical Journal). Він швидко привернув до себе увагу лікарів по всьому світу через його публікації оригінальних наукових статей та унікальних клінічних випадків. Першими редакторами BMJ були Пітер Хенніс Грін, лектор з педіатрії в Школі медицини Хантера, і Роберт Стрітін  (англ. Robert James Nicholl Streeten), член ради Провінційної медичної та хірургічної асоціації (англ. Provincial Medical and Surgical Association, PMSA).
 Перше видання складалось із 16 сторінок і мало три прості ілюстрації з дерев'яних гравюр. Найдовшими елементами було вступний текст редактора та повідомлення  східного філіалу Провінційної медичної та хірургічної асоціації. Інші сторінки включали стислу версію медичного законопроєкту Генрі Уорбертон, огляди книг, клінічних робіт, а також замітки про клінічні випадки. Також було 21⁄2 колонки реклами.
BMJ опублікував перше централізовано рандомізоване контрольоване дослідження. Журнал також публікував важливі роботи з впливу куріння на здоров'я, причинно-наслідковий зв'язок куріння з раком та іншими причинами смерті.
Протягом довгого часу, єдиним конкурентом журналу був The Lancet, що також публікується у Великій Британії, але з ростом глобалізації, BMJ зіткнулася з жорсткою конкуренцією з боку інших медичних журналів, зокрема, The New England Journal of Medicine та Журналом Американської медичної асоціації.

## Редактори
- Пітер Хенніс Грін[en]
- Роберт Стрітін (англ. Robert Streeten)
- Ернест Абрахам Харт[en] (1866—1898)
- Сер Доусон Вільямс (англ. Dawson Williams) (1898—1928)
- Норман Джеральд Хорнер (англ. Norman Gerald Horner) (1928—1946)
- Х'ю Клегг[en] (1947—1965)
- Мартін Вер[en] (1966—1975)
- Стівен Лок (англ. Stephen Lock) (1975—1991)
- Річард Сміт[en] (1991—2004)
- Фіона Годлі[en] (2005–)

## Видання
Зараз BMJ — це передусім інтернет-журнал, і лише сайт містить повний текст кожної статті. Проте для різних груп читачів видаються кілька друкованих видань з відповідним вибором контенту (зі частиною скороченого матеріалу, різноманітною рекламою). Друковані видання:
- Загальна практика (англ. General Practice) (щотижня) для лікарів загальної практики
- Клінічні дослідження (англ. Clinical Research) (щотижня) для лікарів госпітальної ланки
- Академічний (англ. Academic) (щомісяця) для установ, наукових і медичних вчених

Крім того, ряд місцевих видань BMJ публікуються у перекладі. Існує також Student BMJ — онлайн-ресурс для студентів-медиків, молодих лікарів і абітурієнтів медичних навчальних закладів, який також видає три друковані видання на рік.

## Функціювання журналу
BMJ має відкриту систему рецензування, в якій авторам повідомляють, хто переглянув їх рукопис. Близько половини оригінальних статей відкидається після розгляду. Рукописи, вибрані для рецензування, спочатку розглядаються зовнішніми експертами щодо важливості та придатності для публікації. Остаточне рішення по рукописах приймає редакторський комітет. Частка прийнятих складає менше 7 % для оригінальних наукових статей.

## Індексування та цитування
The BMJ включений в основні індекси: PubMed, MEDLINE, EBSCO, та Science Citation Index.
П'ять журналів, які станом на  2008 найчастіше цитували The BMJ (у порядку спадання частоти):
- The BMJ;
- Cochrane Database of Systematic Reviews;
- The Lancet;
- BMC Public Health
- BMC Health Services Research[13].

Станом на  2008 пять журналів, які найчастіше цитувались у статтях з The BMJ:
- The BMJ;
- The Lancet;
- The New England Journal of Medicine;
- Journal of the American Medical Association;
- Cochrane Database of Systematic Reviews.

### Найбільш цитовані статті
Згідно з Web of Science, наступні статті цитували найбільш часто:
1. Establishing a standard definition for child overweight and obesity worldwide: international survey. Bmj. 320 (7244): 1240—3. May 2000. doi:10.1136/bmj.320.7244.1240. PMC 27365. PMID 10797032.
2. Collaborative meta-analysis of randomised trials of antiplatelet therapy for prevention of death, myocardial infarction, and stroke in high risk patients. Bmj. 324 (7329): 71—86. January 2002. doi:10.1136/bmj.324.7329.71. PMC 64503. PMID 11786451.
3. Association of glycaemia with macrovascular and microvascular complications of type 2 diabetes (UKPDS 35): prospective observational study. Bmj. 321 (7258): 405—12. August 2000. doi:10.1136/bmj.321.7258.405. PMC 27454. PMID 10938048.

## Вебсайт
З 199 року BMJ став повністю онлайн-виданням — усі випуски було заархівовано в інтернеті.
З 1999 року увесь вміст BMJ був у вільному доступі в Інтернеті; проте у 2006 році ситуація змінилася до моделі з підпискою. Оригінальні наукові статті як і раніше доступні вільно, але з січня 2006 року, увесь інший контент за «додану вартість», в тому числі клінічні огляди і редакційні статі, вимагають підписки. BMJ дозволяє здійснювати повний вільний доступ для відвідувачів з економічно неблагополучних країн в рамках ініціативи HINARI.
З 14 жовтня 2008 року, BMJ оголосив, що стане журналом з  відкритим доступом. Це відноситься тільки до їх наукових статей. Для перегляду інших статей, потрібно підписка.

## Застосунок BMJ для iPad
У січні 2011, The BMJ запустило версію журналу у вигляді мобільного додатку для iPad. Додаток поєднує в собі щотижневий відбір досліджень, коментарі, освітні програми, новини, блоги, подкасти та відео, що з'являться на bmj.com.